# Decamastus gracilis
Decamastus gracilis är en ringmaskart som beskrevs av Hartman 1963. Decamastus gracilis ingår i släktet Decamastus och familjen Capitellidae. Inga underarter finns listade i Catalogue of Life.